# C11H14O5
化学式C11H14O5（摩尔质量：226.226 g/mol）可指：
- 二氢芥子酸（葡萄牙語：Ácido 3-(4-hidroxi-3,5-dimetoxifenil)propiônico），CAS号：14897-78-0
- 脱水莫诺苷元，CAS号：59653-37-1
- 京尼平，CAS号：6902-77-8
- 没食子酸丁酯，CAS号：1083-41-6
- 没食子酸异丁酯，CAS号：3856-05-1

|  | 这个同类索引页列出了具有相同分子式的化学物（即同分異構體）条目。 除非您是有意链接至本页，否则应将相应条目的内部链接指向正确的条目。 |